# Bouvardia langlassei
Bouvardia langlassei är en måreväxtart som beskrevs av Paul Carpenter Standley. Bouvardia langlassei ingår i släktet Bouvardia och familjen måreväxter. Inga underarter finns listade i Catalogue of Life.